# Stefan Schlüter
Stefan Schlüter (* 1952 in Baden-Baden) ist ein ehemaliger deutscher Diplomat. Zuletzt war er von 2014 bis zur Pensionierung 2017 deutscher Generalkonsul in San Francisco/USA.

## Leben
Nach dem Abitur 1971 in Hamburg studierte Schlüter von 1972 bis 1978 Politikwissenschaft an der Universität Hamburg mit Abschluss als Diplompolitologe. 1979 trat er in den Auswärtigen Dienst ein, nach der Beendigung der Attachéausbildung 1981 folgte die erste Verwendung an der Botschaft in Argentinien.
Danach war er von 1984 bis 1986 an der Botschaft in Algerien sowie im Anschluss an der Botschaft in Israel tätig, von 1990 bis 1992 wurde er in der Zentrale im Auswärtigen Amt in Bonn eingesetzt. Es folgte bis 1995 eine Verwendung als Stellvertreter des Generalkonsuls in Los Angeles und dann als stellvertretender Referatsleiter im Auswärtigen Amt. Von 2000 und 2004 war er Stellvertreter am Generalkonsulat in New York City, im Anschluss daran  Stellv. Botschafter an der Botschaft in Argentinien. Von 2007 bis 2010 war er als Referatsleiter im Auswärtigen Amt in Berlin zuständig für u. a. Konfliktprävention, Demokratisierungsförderung und Ausstattungshilfe. Von 2010 bis 2014 war Stefan Schlüter als Botschafter in Trinidad und Tobago auch akkreditiert in Antigua und Barbuda, Barbados,  Dominica, Grenada, Guyana, St. Kitts and Nevis, St. Lucia, St. Vincent and the Grenadines sowie Suriname.  Bis zum Eintritt in den Ruhestand 2017 folgte ein letzter Einsatz als Generalkonsul in San Francisco.
Auch nach seiner Pensionierung ist er weiterhin an der Diplomatenakademie des Auswärtigen Amts in Berlin als Programmdirektor der für Diplomaten aus Lateinamerika und der Karibik angebotenen Seminare tätig.